# Следственный изолятор
Сле́дственный изоля́тор (СИЗО) — пенитенциарное учреждение (место содержания под стражей), обеспечивающее изоляцию следующих категорий подозреваемых, обвиняемых, подсудимых и осуждённых:
1. подследственных — находящихся под следствием и ожидающих суда.
2. подсудимых — находящихся под судом.
3. осуждённых — ожидающих этапирования или следующих транзитом, как правило, в учреждения, исполняющие наказания в виде лишения свободы: исправительные колонии, воспитательные колонии, колонии-поселения, психиатрические лечебницы.
4. осуждённых, приговор в отношении которых не вступил в законную силу.
5. задержанных, ожидающих экстрадиции.

В России все они находятся в подчинении Федеральной службы исполнения наказаний России.

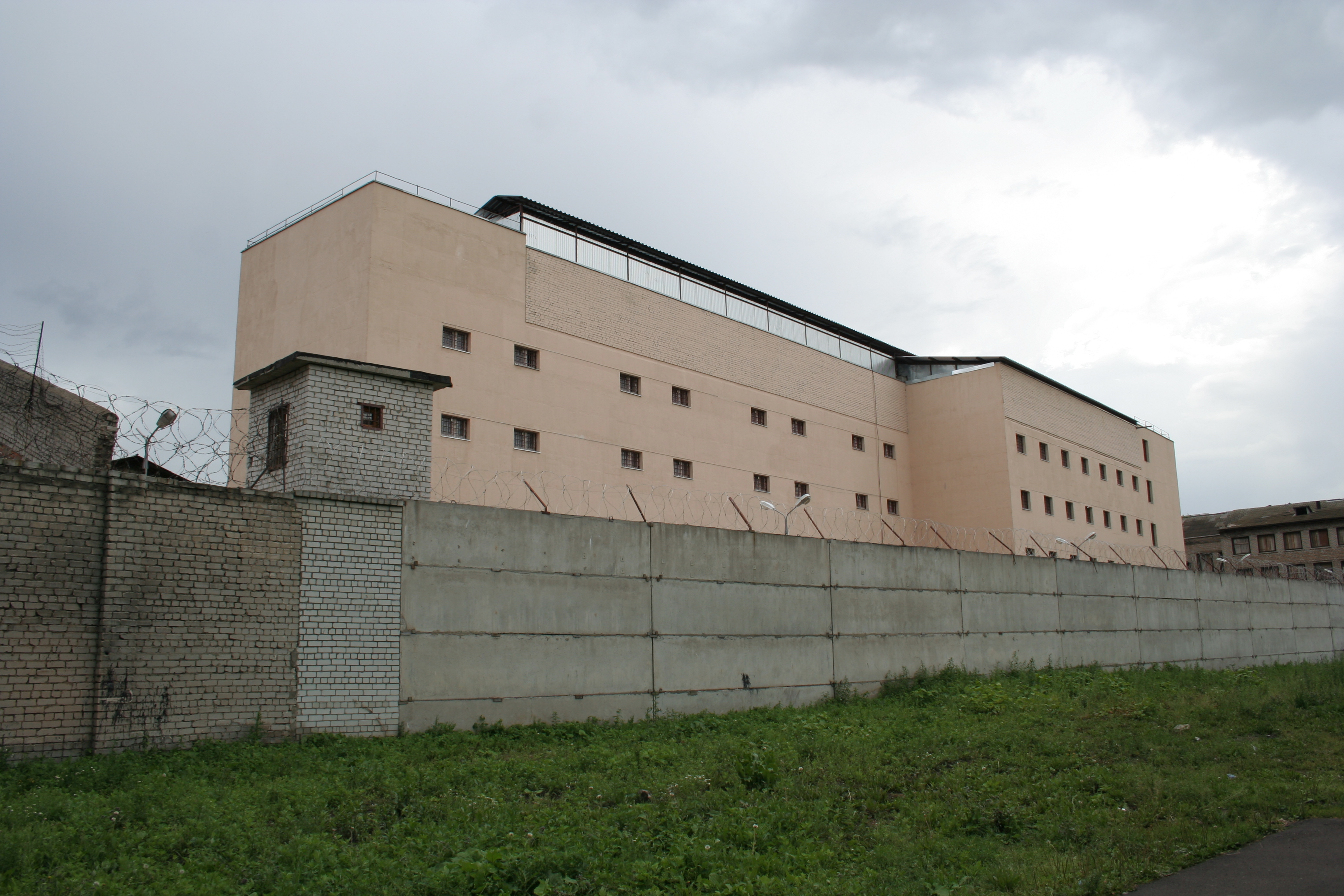
СИЗО Коровники в Ярославле

## Регулирование деятельности следственных изоляторов в России

### Правовая основа
Правовую основу деятельности следственного изолятора в России составляют: Конституция Российской Федерации, Уголовно-процессуальный кодекс Российской Федерации, Федеральный закон «О содержании под стражей подозреваемых и обвиняемых в совершении преступлений», Закон Российской Федерации «Об учреждениях и органах, исполняющих уголовные наказания в виде лишения свободы», Правила внутреннего распорядка следственных изоляторов уголовно-исполнительной системы, иные нормативные правовые акты Российской Федерации, а также нормативные правовые акты субъекта Российской Федерации, принятые в пределах их полномочий, нормативные правовые акты Министерства юстиции Российской Федерации, Федеральной службы исполнения наказаний Министерства юстиции Российской Федерации, территориального органа уголовно-исполнительной системы (УИС).

### СИЗО как юридическое лицо
Приказом Минюста РФ «Об утверждении Положения о следственном изоляторе уголовно-исполнительной системы Министерства юстиции Российской Федерации»(Данный приказ утратил силу) было закреплено соответствующее положение, по которому следственный изолятор уголовно-исполнительной системы Министерства юстиции Российской Федерации (следственный изолятор, СИЗО) является юридическим лицом, имеет гербовые печати с изображением Государственного герба Российской Федерации и своим полным наименованием (при регистрации указывается полное наименование следственного изолятора и его адрес), другие необходимые для своей деятельности печати, штампы и бланки, а также текущий, расчётный, валютный и иные счета в банках и других кредитных организациях, открываемые в соответствии с законодательными и иными нормативными правовыми актами Российской Федерации. Следственный изолятор вправе осуществлять любые виды деятельности, не противоречащие стоящим перед ним задачам (целям) и не запрещённые законом.
Имущество следственного изолятора находится в федеральной собственности и закрепляется за ним на праве оперативного управления Федеральной службой исполнения наказаний. Порядок использования имущества следственного изолятора при его ликвидации определяется Федеральной службой исполнения наказаний.
Финансирование следственного изолятора осуществляется за счёт средств федерального бюджета. Дополнительное финансирование и материально-техническое обеспечение следственного изолятора может производиться также за счёт средств бюджета субъекта Российской Федерации и местного бюджета. Следственный изолятор вправе дополнительно использовать другие источники финансирования, предусмотренные законодательством.

### Наполнение СИЗО
Следственный изолятор создаётся, реорганизуется и ликвидируется Министром юстиции Российской Федерации. Лимит наполнения следственного изолятора также устанавливается Министром юстиции Российской Федерации.
В следственном изоляторе содержатся лица, в отношении которых избрана мера пресечения в виде заключения под стражу в порядке, установленном Уголовно-процессуальным кодексом Российской Федерации.
В следственном изоляторе могут быть оставлены либо переведены в следственный изолятор из исправительных учреждений осуждённые к лишению свободы для участия в следственных действиях, а также судебных разбирательствах в качестве свидетеля, потерпевшего, подозреваемого или обвиняемого в порядке, установленном Уголовно-исполнительным кодексом Российской Федерации.
В следственном изоляторе отбывают уголовное наказание в виде лишения свободы осуждённые, оставленные для выполнения работ по хозяйственному обслуживанию этого учреждения, а также осуждённые на срок не свыше шести месяцев, оставленные в следственном изоляторе с их письменного согласия. Исполнение иных видов наказания в следственном изоляторе запрещено.
СИЗО Москвы и Московской области были хронически переполнены до 2016 года и после.

### Основные задачи и функции СИЗО
Основными задачами следственного изолятора являются:
1. Создание условий, исключающих возможность подозреваемым и обвиняемым, содержащимся под стражей, скрыться от следствия или суда, а осуждённым к лишению свободы и смертной казни уклониться от отбывания наказания.
2. Осуществление мер, препятствующих попыткам подозреваемых и обвиняемых помешать установлению истины по уголовному делу.
3. Обеспечение правопорядка и законности в следственном изоляторе, безопасности подозреваемых, обвиняемых и осуждённых, а также персонала, должностных лиц и граждан, находящихся на его территории.
4. Обеспечение соблюдения прав и законных интересов подозреваемых, обвиняемых и осуждённых.
5. Организация жизнедеятельности следственного изолятора, а также развитие и укрепление его материально-технической базы и социальной сферы.
6. Осуществляют приём подозреваемых и обвиняемых и размещение их по камерам в соответствии с установленными нормами и требованиями.
7. Обеспечивает охрану подозреваемых и обвиняемых и надзор за ними.
8. Обеспечивает изоляцию подозреваемых и обвиняемых.
9. Выявляет, предупреждает и пресекает преступления и другие правонарушения со стороны подозреваемых и обвиняемых.
10. Осуществляет вывод подозреваемых и обвиняемых из камер к следователям, прокурорам, иным лицам, имеющим право вызова, а также на свидания с защитниками и иными лицами.
11. Осуществляет конвоирование подозреваемых и обвиняемых внутри следственного изолятора, при выводе осуждённых на хозяйственные работы за пределы следственного изолятора, при доставке лиц, бежавших из-под охраны, при помощи лиц, содержащихся в следственном изоляторе, в медицинское учреждение и при доставке на железнодорожные станции, пристани, в аэропорты и обратно для обмена с караулами, осуществляющими этапирование по плановым маршрутам.
12. Освобождает из-под стражи лиц, в отношении которых вынесено соответствующее судебное решение, постановление органа дознания, следователя или прокурора, истёк срок содержания под стражей, состоялись акты об амнистии или помиловании либо истёк назначенный приговором срок отбывания наказания в виде лишения свободы.
13. Осуществляет материально-бытовое и медико-санитарное обеспечение подозреваемых, обвиняемых и осуждённых в соответствии с требованиями гигиены, санитарии, законодательством об охране здоровья граждан и нормами, установленными законодательством Российской Федерации.
14. Исполняет уголовное наказание в виде лишения свободы в отношении осуждённых, оставленных для работ по хозяйственному обслуживанию и осуждённых, имеющих краткие сроки осуждения (до 5 месяцев).
15. Привлекает подозреваемых и обвиняемых к труду на производстве, организованном в следственном изоляторе, обеспечивая их материальную и моральную заинтересованность в результатах труда. С целью привлечения подозреваемых и обвиняемых к труду, а также для обеспечения своей жизнедеятельности осуществляет торгово-закупочную деятельность, а также такие виды предпринимательской деятельности, как приносящее прибыль производство товаров и услуг, отвечающих целям создания следственного изолятора, участие в хозяйственных обществах и участие в товариществах на вере в качестве вкладчика, при этом ведёт учёт доходов и расходов по предпринимательской деятельности на отдельном балансе.

### Содержание подозреваемых и обвиняемых в ожидании суда
Основной функцией следственных изоляторов является содержание подозреваемых и обвиняемых (подсудимых и осуждённых) в совершении преступлений, в отношении которых в качестве меры пресечения применено заключение под стражу (далее — подозреваемые и обвиняемые).

### Содержание осуждённых, оставленных для выполнения работ по хозяйственному обслуживанию
Согласно ст. 74 Уголовно-исполнительного кодекса России:

Следственные изоляторы выполняют функции исправительных учреждений в отношении осуждённых, оставленных для выполнения работ по хозяйственному обслуживанию, а также в отношении осуждённых на срок не свыше шести месяцев, оставленных в следственных изоляторах с их согласия.
Под последними понимается, что осужденные могут остаться для выполнения работ по хозяйственному обслуживанию СИЗО, независимо от срока наказания, назначенного по приговору суда, но режим отбывания наказания по приговору должен быть общий. Осужденные, у которых срок по приговору не выше 6 месяцев, могут остаться в СИЗО по их желанию для отбывания наказания, т.е. СИЗО в данном случае будет играть роль исправительного учреждения.

### Содержание осуждённых, ожидающих этапирования
Ст. 75 УИК РФ говорит о том, что осуждённые к лишению свободы направляются для отбывания наказания не позднее 10 дней со дня получения администрацией следственного изолятора извещения о вступлении приговора суда в законную силу. В течение этого срока осуждённый имеет право на краткосрочное свидание с родственниками или иными лицами, а администрация следственного изолятора обязана поставить в известность одного из родственников по выбору осуждённого о том, куда он направляется для отбывания наказания.
Порядок направления осуждённых в исправительные учреждения определяется Министерством юстиции Российской Федерации, которое утверждает приказом инструкции о порядке направления осуждённых к лишению свободы для отбывания наказания, их перевода из одного исправительного учреждения в другое, а также направления осуждённых на лечение и обследование в лечебно-профилактические и лечебные исправительные учреждения. В ней Отправка осуждённых в исправительные учреждения на территории других субъектов Российской Федерации (по месту жительства) производится администрацией следственных изоляторов только после того, как через территориальные органы ФСИН России убедится в наличии исправительного учреждения соответствующего вида.

### Содержание задержанных, ожидающих экстрадиции в другую страну
Направление и перевод осуждённых — иностранных граждан и лиц без гражданства для дальнейшего отбывания наказания за пределы Российской Федерации, а также принятие из-за рубежа осуждённых российских граждан осуществляются по решению суда в соответствии с международными договорами Российской Федерации либо письменным соглашением компетентных органов Российской Федерации с компетентными органами иностранного государства на основе принципа взаимности.